# Fălticeni
Fălticeni (rumænsk udtale: [fəltiˈt͡ʃenʲ]; tysk: Foltischeni; ungarsk: Falticsén; hebraisk: פלטיצ'ן jiddisch: פאלטיישאן) er en by i distriktet Suceava  i det nordøstlige Rumænien. Den er beliggende i den historiske region Vestmoldavien. Fălticeni er den næststørste bymæssige bebyggelse i distriktet med et indbyggertal på 23.902 (2021). Den blev erklæret en kommune i 1995 sammen med to andre byer i Suceava distrikt: Rădăuţi og Câmpulung Moldovenesc.
Fălticeni dækker et areal på 28,76 km², hvoraf 25 % er frugtplantager og søer, og den administrerer to landsbyer: Șoldănești og Țarna Mare. Den var hovedstad i det tidligere distrikt Baia  (1929-1950). Byen er kendt for det store antal rumænske forfattere, kunstnere og videnskabsmænd, der er født, har boet, studeret eller skabt her.

## Geografi
Fălticeni ligger i den sydlige del af distriktet, 25 km fra distriktshovedstaden Suceava. europavej E85 krydser byen. Fălticeni er forbundet til det rumænske nationale jernbanesystem ved stationen Dolhasca 24 km væk. 

## Gallery
- Republicii cykelgade
- Rådhus
- Ion Irimescu Kunstmuseum
- Mihai Băcescu Vandmuseum
- House of Notable People
- Eugen Lovinescu Huset
- Gane-Gorovei House
- Eugen Lovinescu Bibliotek
- Retsbygning
- Hospital
- Postkontor
- Nada Florilor Shopping Center
- Statue af grænsevagt
- Romersk katolsk kirke
- Grădini Ortodoks kirke
- Ortodoks trækirke
- Store Synagoge
- Foto mellem 1901 og 1904